# Hopfenanbaugebiet Tettnang

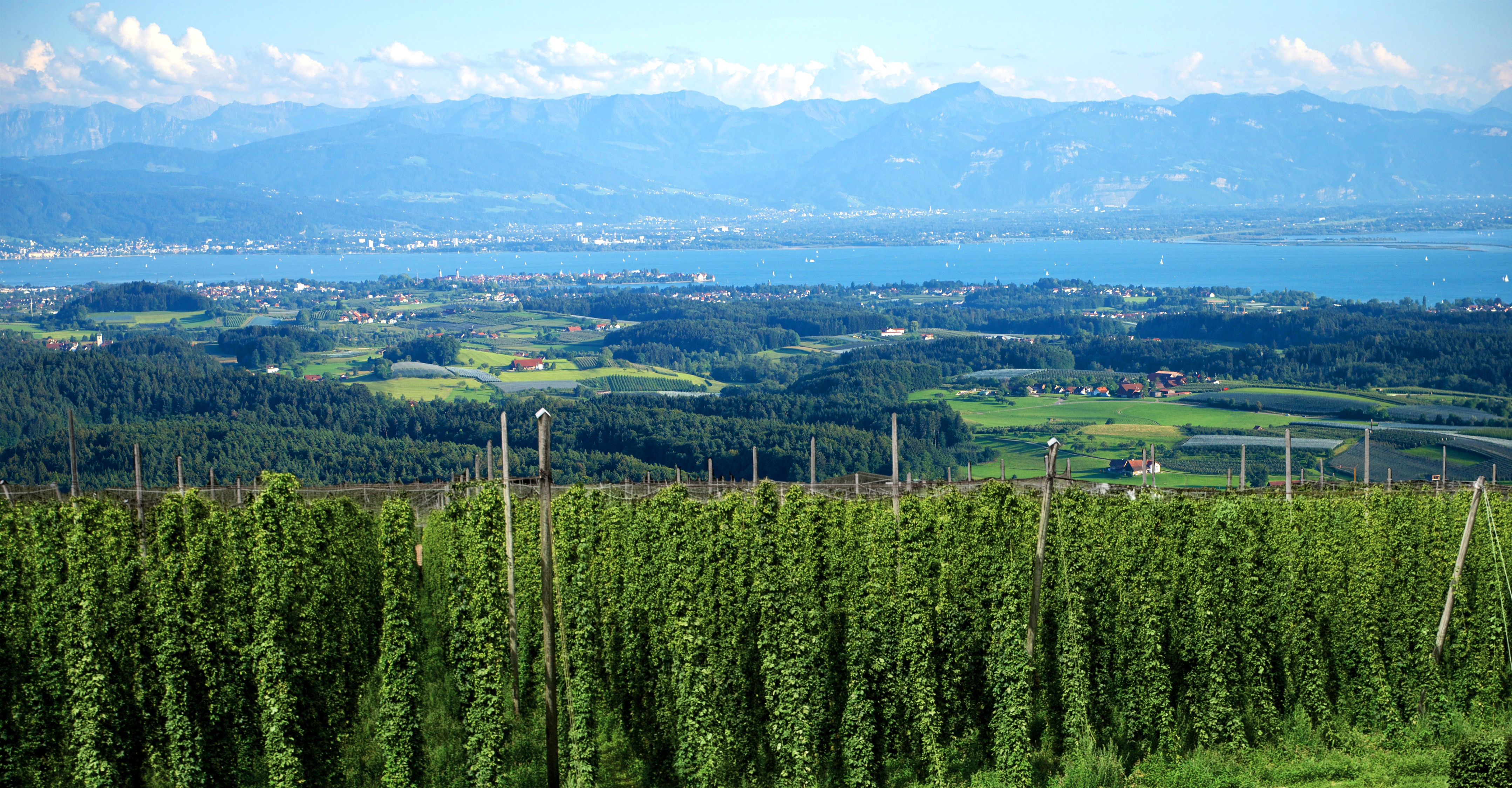
Blick über die Hopfengärten rund um Tettnang auf den Bodensee und die dahinterliegenden Alpen

Das Hopfenanbaugebiet Tettnang ist eine Agro-Kulturelle Landschaft und liegt zwischen dem nördlichen Bodenseeufer und dem Allgäu. Die Region um Tettnang ist das südlichste Hopfenanbaugebiet Deutschlands; hier werden auf rund 1480 ha (2020) Hopfenfläche etwa 7 % des in Deutschland produzierten Hopfens angebaut. Das Anbaugebiet konzentriert sich um die Stadt Tettnang mit einem Radius von circa 20 Kilometern und macht 2,4 % der weltweiten Hopfenfläche aus. Mit einer Exportquote von 70–80 % wird der Tettnanger Hopfen weltweit als einer der Rohstoffe für die Bierbraukunst verwendet. Schwerpunktmäßig wird die regionale Landsorte des Echten Hopfens (Humulus lupulus), der sogenannte Tettnanger, angebaut.

## Klima und Boden
Als sich vor rund 10.000 Jahren die Gletscher in der Region in die Alpen zurückgezogen haben, blieb überwiegend sandiger, kalkreicher Lehm zurück, der dem Hopfen den nötigen Tiefgang bei der Durchwurzelung ermöglicht. Der Tettnanger Hopfen wird daher ausschließlich auf dem sogenannten Niederterrassenschotter der Jungmoräne aus der Würmeiszeit angebaut. Das Klima des Bodensees, als größter Voralpensee Deutschlands, erweist sich dabei als Temperaturkorrektiv und bietet daher ein gemäßigtes, mildes Klima. Er dient im Winter als Wärmespeicher und erzeugt im Sommer eine kühlende Wirkung auf das Mikroklima. Durch ihn fallen zwei Drittel der Niederschläge (Jahresniederschlag circa 1000 mm/Jahr) in der Wachstumsperiode des Hopfens von April bis August. Das Zusammenspiel von Bodengüte und Klima während des Wachstums und der Doldenbildung des Tettnanger Hopfens bedingt seine weitgehend geografisch bedingte Homogenität.

## Hopfensorten und Anbau

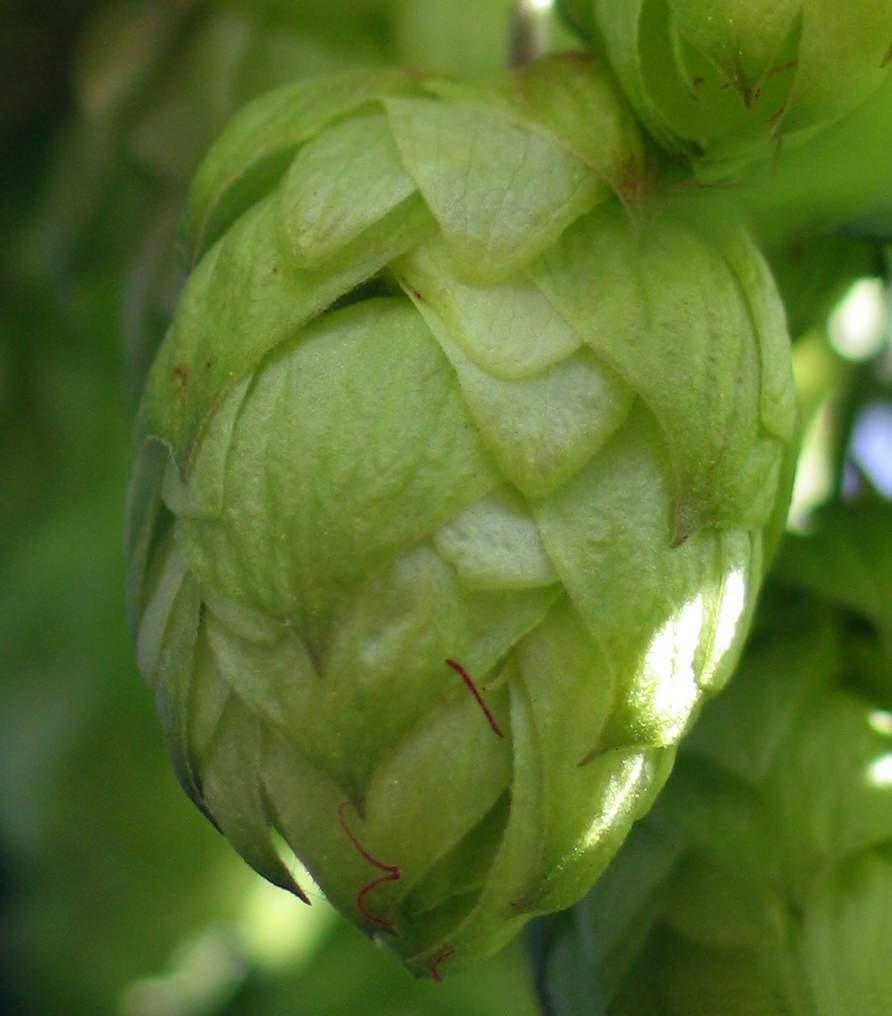
Hopfendolde einer Kultursorte, hier in Hamburg 2004

Aus dem in Europa heimischen Wilden Hopfen (Humulus Lupulus) entwickelten sich in den verschiedenen Anbauregionen durch spezifische Standortfaktoren (Boden und Klima) sogenannte, regionale „Landsorten“. Die Sorten unterscheiden sich neben der Wuchsform auch in ihren Inhaltsstoffe, was für die primäre Nutzung als Braurohstoff wichtig ist. Die unterschiedlichen Landsorten übernahmen die Namen ihrer Anbaustandortes. Die Landsorte Tettnanger, deren Namen von der Stadt Tettnang stammt, ist gleichzeitig die Kernkompetenz des Anbaugebiets und wird auch ausschließlich dort angebaut. Die in den 1960er startende bis heute intensivierte Kreuzungszüchtung brachte neue Sortengruppen (Aromasorten, Hochalpha und neue Flavorsorten) hervor. In Tettnang werden 20 Sorten kultiviert – rund 75 % sind Land-, Aroma- und „Flavorsorten“, der Rest entfällt auf die Hochalphasorte Herkules (Stand 2021). Der überwiegende Teil des Tettnanger Hopfens wird konventionell unter Anwendung des sogenannten Integrierten Pflanzenschutzes (IP), das heißt unter Einsatz von Pflanzenschutzmitteln (vorwiegend Fungizide) angebaut. Ein kleiner Teil der Produzenten betreibt ökologische Landwirtschaft und ist mit einem Biosiegel zertifiziert.

## Geschichte

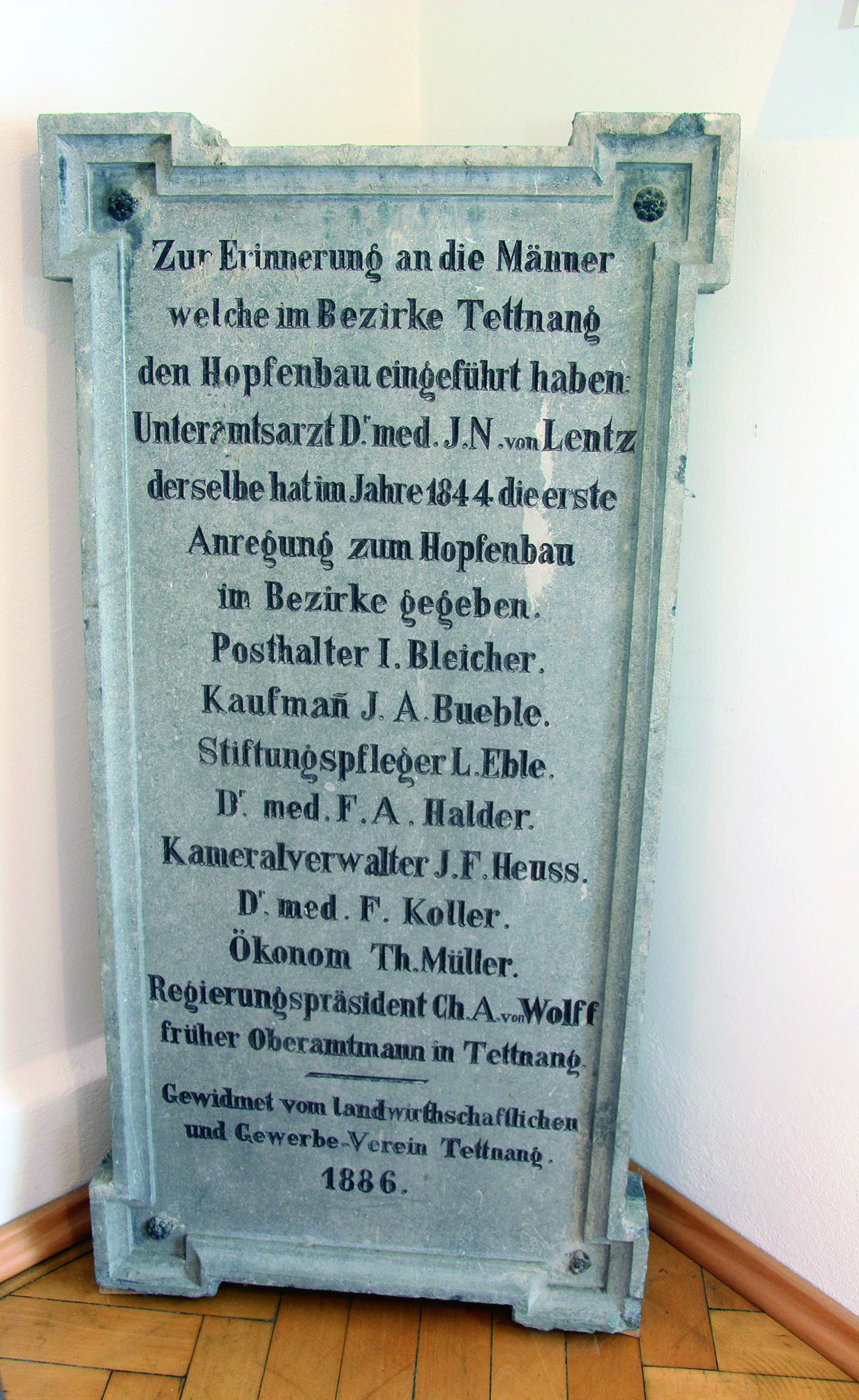
Zur Erinnerung an die Hopfenbau-Pioniere dient die Ehrentafel von 1886

### Anfänge
In Württemberg wurde 1802 als Startjahr für den Hopfenanbau in der Region um Herrenberg gesehen. Die im Vergleich zu anderen Anbaugebieten in Deutschland noch recht junge Geschichte des Tettnanger Hopfens ist in ihren Anfängen einer Notlage der Bevölkerung geschuldet. Die Landwirtschaft in Württemberg litt nach mehreren Missernten und wegen der verbreiteten Rinderpest, aber auch in Folge der napoleonischen Kriege, große Not. Dies bemerkte auch König Wilhelm I. Im Jahr 1822 ordnete er erste Hopfenversuche in Hohenheim an. Verwendet wurde damals der Hopfen aber ausschließlich am jeweiligen Anbauort, so auch in Tettnang, wo 1841 insgesamt sechs Brauereien mit Hopfenanbau in eigenen kleinen Gärten nachgewiesen sind. Als zusammenhängendes Anbaugebiet konnte es damals aber noch nicht bezeichnet werden.

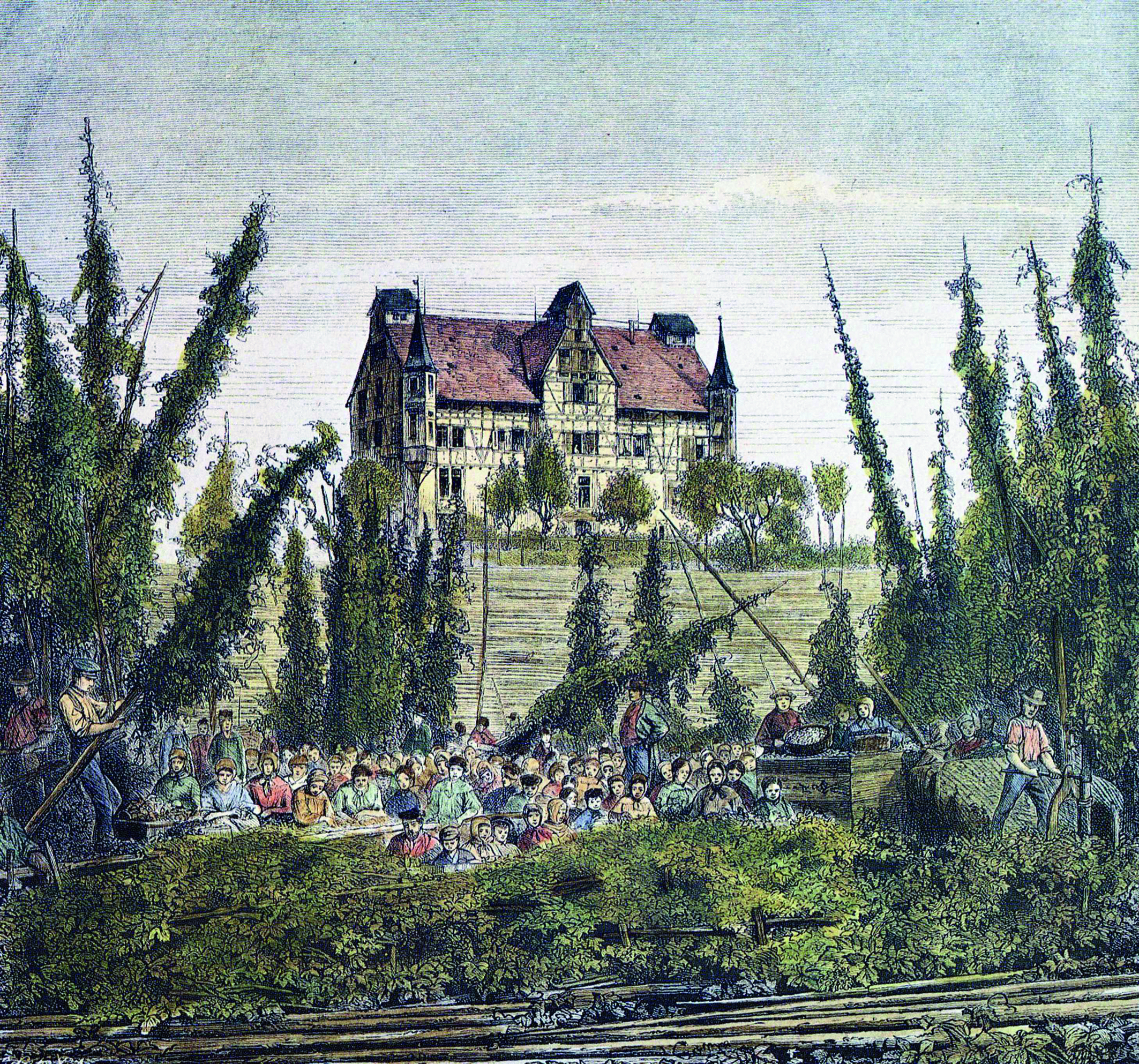
1871 hat Karl Jauslin die Ernte des damaligen Stangehopfens auf der Musteranlage von Friedrich Wirth bei Kaltenberg festgehalten

Sieben Bürger der Stadt, noch heute nachzulesen auf einer gestifteten Ehrentafel, und ihnen voran der in Tettnang wirkende Unteramtsarzt Fidelis von Lentz, ergriffen die Initiative und pflanzten 1844 den ersten Mustergarten in Tettnang. Zwischen 1828 und 1842 verdoppelte sich im deutschen Land der Bierkonsum. Zusätzlich wurde binnen eines Jahrzehnts, zwischen 1847 und 1855, der Bodenseeraum per Schiene gewissermaßen an den „Weltmarkt“ angeschlossen und förderte so die Entwicklung im Raum Tettnang. Die Folge war die steigende Bedeutung des Hopfens und dessen Preis. Nunmehr stieg Tettnang verstärkt in den Hopfenbau ein.

### Aufschwung des Hopfenanbaus
Um die Zeit, als Fidelis von Lentz den Hopfenbau förderte, gab es im Bereich des damaligen Städtchens Tettnang noch über 300 Hektar Weinbau und nur drei Hektar Hopfenbau. Innerhalb eines Jahrzehnts stieg jedoch die Hopfenanbaufläche auf 91 Hektar und weitere zehn Jahre später um 1874 hatte der Hopfen mit 400 Hektar den Weinbau den Rang abgelaufen. Die Größe des Anbaugebiets pendelte sich sowohl über die Jahrhundertwende als auch während des Ersten und Zweiten Weltkriegs zwischen 550 und 700 ha ein. Der Stuttgarter Möbelfabrikant Israel Friedrich Wirth auf Gut Kaltenberg (genannt „Hopfenburg“) gilt als weiterer Pionier und Förderer des Tettnanger Hopfenbaus in dieser Zeit.
Zahlreiche Erfindungen wie die Hopfentrocknung, der Gerüstanlagenbau, Bodenbearbeitungsgeräte gehen auf seinen Erfindergeist zurück, welchen er 1875 in „Wirths Hopfenbuch“ zusammengefasste. Ebenfalls holte und organisierte er in diesem Jahr die erste „Deutsche Hopfenausstellung“ nach Tettnang samt der Jahresversammlung des kurz zuvor gegründeten Deutschen Hopfenbauvereins (DHBV).
Zwischen März 1896 und März 1897 wurde ein lokaler Hopfenbauverein als Zweigverein „Donaukreis“ des DHBV gegründet. Vorsitzender war der Besitzer des Gut Kaltenberg, der Landwirtschaftsfunktionär und Politiker Oskar Adolf Adorno (Zentrum). Er wurde 1923 stellvertretender Vorsitzender des DHBV.
Ab dem Jahr 1924 kämpfte die Hopfenbranche mit dem Ausbruch der Pilzkrankheit Peronospora, welche zu massiven Ernteausfällen führen kann. Dies hatte zur Folge, dass 1926 in Hüll bei Wolnzach das Hopfenforschungszentrum Hüll der „Deutschen Gesellschaft für Hopfenforschung“ gegründet wurde.
Ein Überangebot an Hopfen vor und vor allem im Ersten Weltkrieg führte zu stark sinkenden Preisen. Die Anbauflächen auch am Bodensee wurden reduziert. Fehlende Produktionsgüter während des Krieges und eine Missernte brachten den Hopfenbau in Tettnang fast zum Erliegen. Zwischen den Weltkriegen erfuhr der Hopfen im deutschen Raum eine kurze Blüte und damit verbunden eine verhaltene Flächenausdehnung. In der Zeit des Nationalsozialismus wurde der Deutsche Hopfenbauverein in den Reichsnährstand eingegliedert, dessen Ziel war es, die Produktionsfläche reichsweit drastisch zu reduzieren. Aus der Empfehlung erging 1941 der Befehl, 15 % Fläche stillzulegen.

### Tettnanger Hopfenanbau nach 1945
Nach 1945 entwickelte sich Tettnang zum internationalen Produzenten von Aromahopfen. 1947 organisierten sich die Pflanzer erstmals im neugegründeten Hopfenpflanzerverband Tettnang. Nach 1940 waren die ersten tauglichen Schmalspurtraktoren für den Einsatz im Hopfengarten eingeführt worden und im Zeitraum von 1950 bis 1970 kam es auch zu einer Mechanisierung der Hopfenwirtschaft am Bodensee. Da immer wenige Pflücker zur Verfügung standen, wurde die Einführung von Pflückmaschinen beschleunigt und diese ab 1956 in Tettnang eingesetzt. 1959 wurde der Politiker Eduard Adorno (CDU) vom Gut Kaltenberg zum Präsidenten des Verbands Deutscher Hopfenpflanzer (VDH) gewählt. 1973 richtete das Land Baden-Württemberg das heutige Hopfenversuchsgut Tettnang-Straß ein, wovon auch die Tettnanger Landwirte profitierten. 1975 wurde die Tettnanger Hopfenerzeugergemeinschaft gegründet; sie fusionierte 2001 mit der HVG Elbe-Saale und der HVG Hallertau zur HVG Hopfenverwertungsgenossenschaft.
Ein Qualitätssicherungssystem unter dem Label Qualitätszeichen Baden-Württemberg (QZBW), die Einführung eines Pflanzenschutzmonitorings 2011 sowie die Umsetzung eines Nachhaltigkeitskonzepts ab 2014 waren weitere Schritte auf dem Weg zur Qualitätssicherung des Tettnanger Hopfens.

### Seit 1990

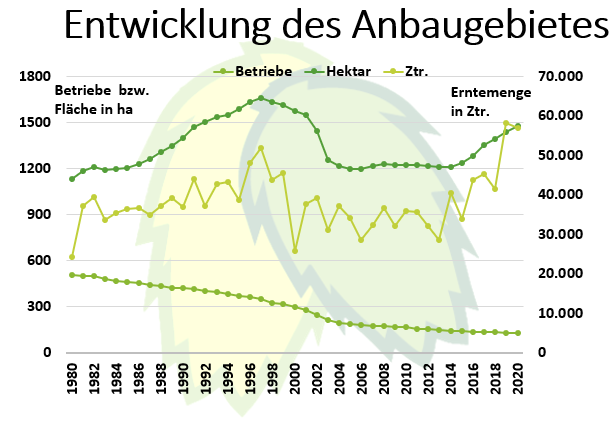
Entwicklung des Anbaugebiets von 1980 bis 2020 bezüglich Pflanzeranzahl, Hektar und Erntemengen

In den 1990er Jahren erfolgte nochmals eine Zäsur, indem sich das Anbaugebiet entschied, neben den Landsorten Tettnanger und Hallertauer Mfr. auch weitere Zuchtsorten anzubauen. Diese Entscheidung führte zur Risikostreuung, entzerrte die Arbeitsspitzen und machte es möglich, den Kunden die gesamte Sortenvielfalt anzubieten.
Die Aromasorte Tettnanger mit rund 60 % der Anbaufläche blieb die Kernkompetenz der Tettnanger Hopfenpflanzer, ergänzt um das Hüller Zuchtsortiment bis hin zu neuen „flavor hops“, welche seit 2012 angebaut werden. Analog zur Konzentration in der Brauwirtschaft und beim Hopfenhandel findet auch bei den Tettnanger Hopfenbaubetrieben ein Strukturwandel statt – es werden weniger, dafür größer und leistungsfähiger. Die Hopfenfläche stieg von 2019 auf 2020 um 2,9 % auf 1.479 ha (2020). Im Jahr 2020 bewirtschaften 125 Betriebe auf dieser Fläche (ca. 2,5 % der Welthopfenfläche) eine jährlich Produktion zwischen 2250 und 2750 Tonnen. 2019 fuhr das Anbaugebiet mit einer Gesamtmenge von 2909,8 t die bislang größte Ernte ein.
| Jahr                | 1854 | 1860 | 1864 | 1866 | 1874 | 1884 | 1892 | 1907 | 1913  | 1925 | 1945 | 1949 | 1956 | 1965 | 1973 | 1977 | 1982 | 2004 | 2008 | 2009 | 2010 | 2015 | 2020 |
| Anzahl der Betriebe |      |      |      |      |      |      |      |      | 1240* |      |      |      |      |      |      |      |      | 196  | 172  | 168  | 165  | 139  | 125  |
| Anbaufläche (ha)    | 3    | 31   | 91   | 170  | 400  | 648  | 609  | 620  | 636   | 500  | 515  | 410  | 688  | 801  | 1456 | 1221 | 1209 | 1220 | 1233 | 1221 | 1225 | 1237 | 1479 |
| Gesamtertrag (t)    |      | 12,5 |      | 70   |      |      | 494  | 420  |       | 243  |      | 352  | 1067 | 1451 | 2043 | 1681 | 1974 | 1861 | 1836 | 1611 | 1791 | 1695 | 2851 |
| Ø Ertrag (t/ha)     |      | 0,40 |      | 0,41 |      |      | 0,81 | 0,68 |       | 0,49 |      | 0,86 | 1,55 | 1,81 | 1,40 | 1,38 | 1,63 | 1,53 | 1,49 | 1,32 | 1,47 | 1,37 | 1,93 |

Tabelle: Der Hopfenanbau im Hopfenanbaugebiet Tettnang

### Markenschutz „Geschützte geografische Angabe“
Der Tettnanger Hopfen wurde 2010 durch die EU-Kommission als geschützte geografische Angabe (g.g.A.) anerkannt. Bereits 2003 hatte der Tettnanger Hopfenpflanzerverband den Antrag gestellt, um damit den Tettnanger Hopfen EU-weit zu sichern. Das Deutsche Patent- und Markenamt, das Bundesjustizministerium und die EU-Kommission haben dem Antrag stattgegeben und den Markenschutz erteilt. Ebenso erfolgte die Aufnahme in die Genießergalerie des Landes Baden-Württemberg.

## Hopfenkultur in Tettnang
Für die Bürger Tettnangs ist der Hopfen eine Tradition verbunden mit der Geschichte der Region. Neben den Narrenfiguren, verweisen auch Wege, Pfade und Straßennamen auf den Hopfenanbau. Kulturell spiegelt sich der Hopfen in Geschichten und auf Bildern wider.

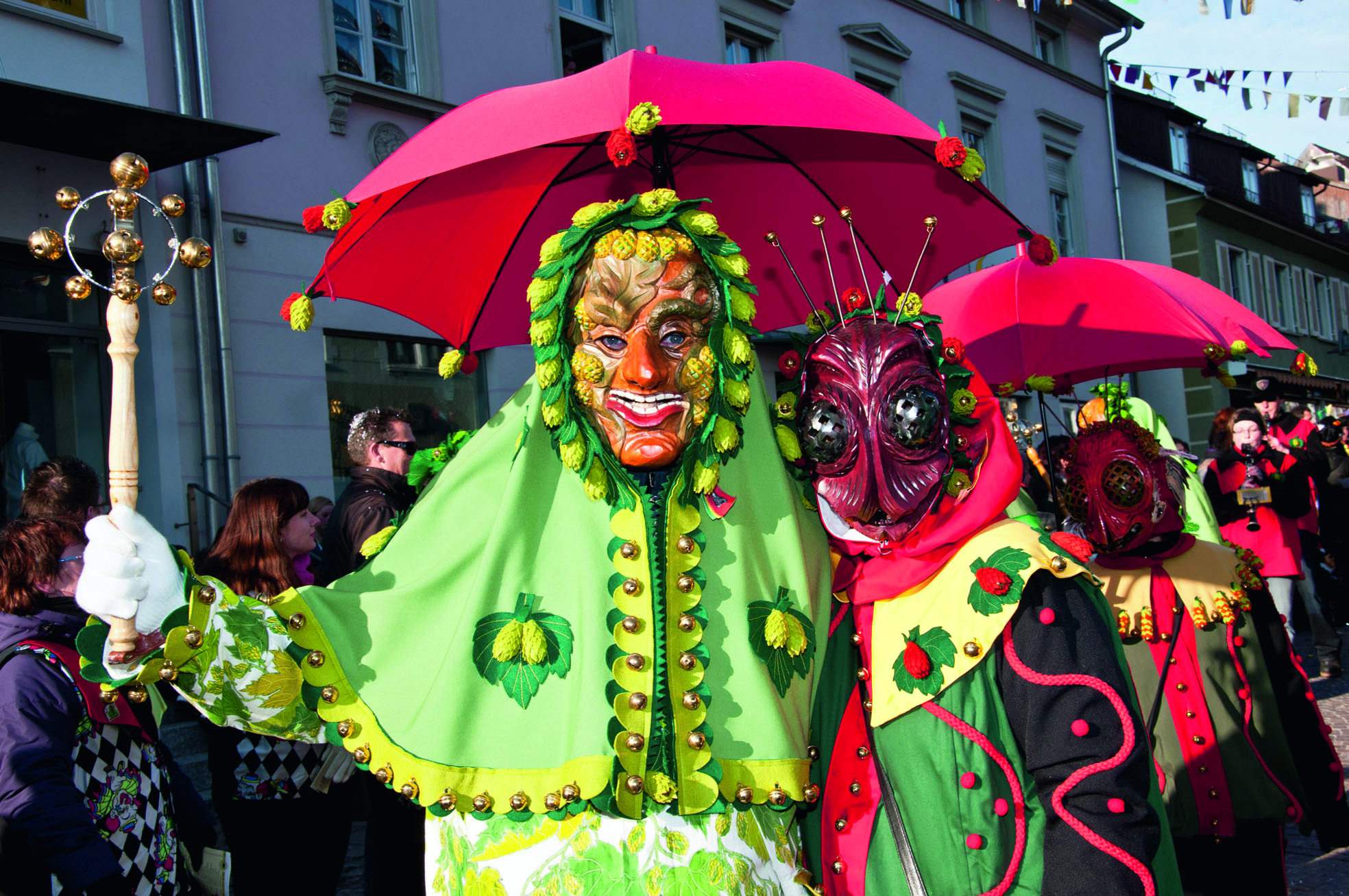
Narrenfiguren der Tettnanger Narrenzunft: Hopfennarr und Rote Spinne

Die Verbundenheit zum Hopfen findet auch in der Schwäbisch-Alemanischen Fasnet in Tettnang seinen Ausdruck. Mehreren in den 1950er Jahren entstandene Narrenfiguren haben einen Hopfen-bezug. Neben dem Ur-Hopfennarr, der erstmals 1937 als Einzelkostüm auftauchte, und der Hopfensau, die an die Tradition aus Zeiten der Handernte erinnern soll, gibt es auch die Gruppe aus Hopfennarren und einzelnen Roten Spinnen. Der Ur-Hopfennarr führt die 1952 gegründete Hopfennarrengruppe an. 1959 kam die Rote Spinne als Maske und Kostüm hinzu. Das Insekt ist im Hopfenanbau ein Schädling und so darf nach der festgelegte Ordnung der Narrenzunft nur eine dieser Fasnachtsgestalten auf ca. 20 Hopfennarren kommen.
Als Teilstück des Bodenseeradweges wurde derTettnanger Hopfenschlaufe als Fahrradrundtour ausgewiesen. Die Tour ist 42 km lang, davon etwa 10 km als befestigter Schotterweg. Sie verläuft von Tettnang aus über Laimmau entlang des Bodensees nach Langenargen und Eriskirch zurück nach Tettnang. In ihrem Verlauf sind ungefähr 160 Höhenmeter zu bewältigen.

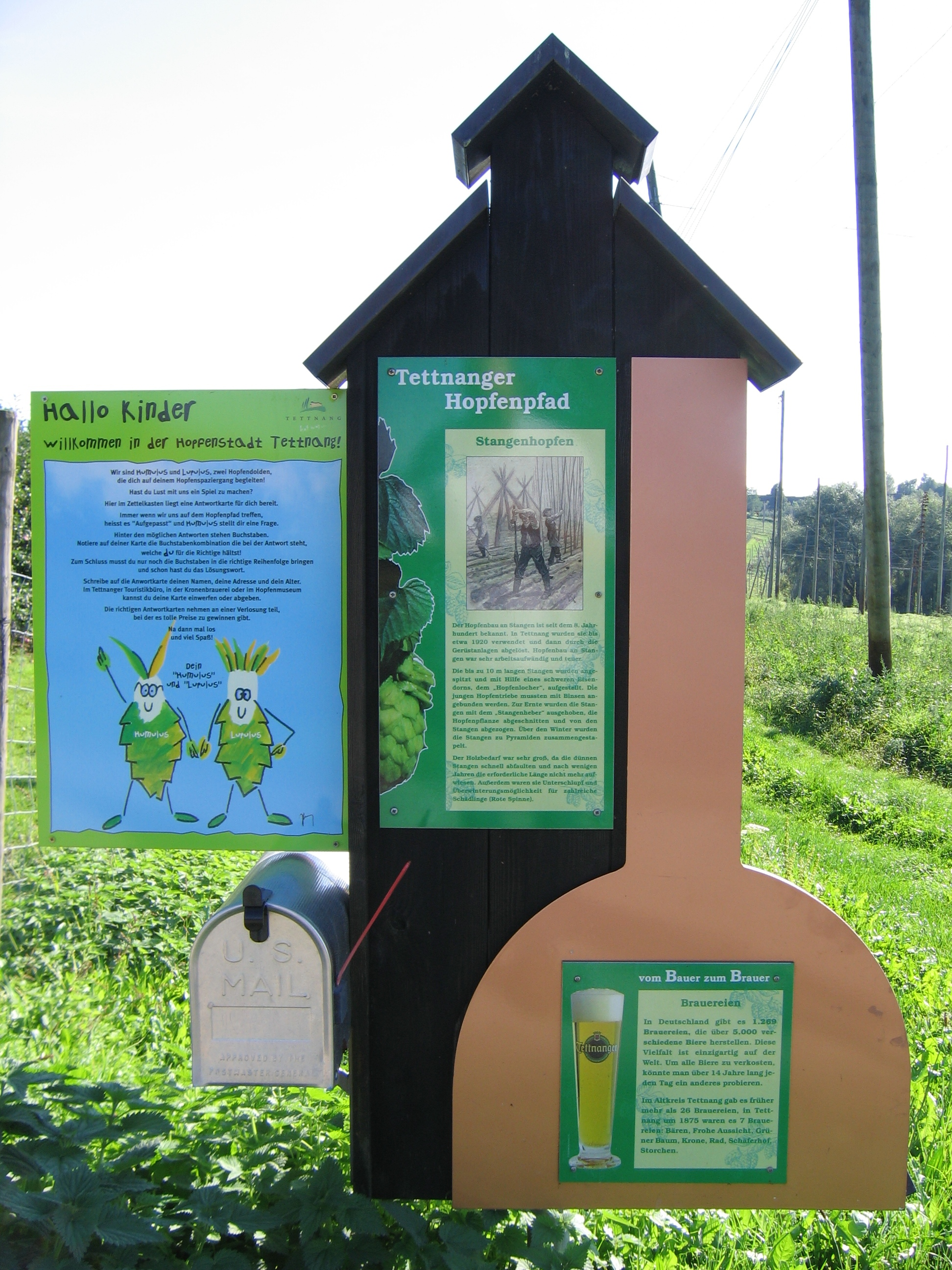
Infotafel „Stangenhopfen“ und „Brauereien“ am Hopfenwanderweg

Hopfenwanderpfad: Die Kronenbrauerei in Tettnang und das Tettnanger Hopfenmuseum in Siggenweiler markieren die Eckpunkte des vier Kilometer langen Tettnanger Hopfenpfades unter dem Motto „vom Bauer zum Brauer“. Der im Jahr 1996 eröffnete Wanderpfad bringt durch Informationsschilder am Wegrand die Bandbreite sowie Besonderheiten des Hopfenanbaus und Bierbrauens den Wanderern und Fahrradfahrern nahe.
Tettnang feiert alle zwei Jahre im August mit dem Hopfenwandertag die Tradition des heimischen Hopfens. Verbunden ist der Wandertag mit einer Leistungsschau entlang des Tettnanger Hopfenpfads mit nationalen und internationale Brauereien, die Tettnanger Hopfen verwenden. Von der Tettnanger Innenstadt durch die Hopfengärten des oberschwäbischen Hinterlandes bis zum Hopfengut N°20 in Siggenweiler verköstigen Brauer sowie ortsansässige Vereine ihre Gäste in verschiedenen "Bierdörfern". Anlässlich des 2006 stattfindenden Hopfenwandertages säumten mehr als 90 lebensgroße, individuell gestaltete "Hopfensäue" den Wanderpfad. Erinnert wurde damit an den Brauch aus der Handernte, als der Pflücker mit der letzten zu erntenden Ranke zur Hopfensau gekürt wurde. Beim zweiten Hopfenwandertag am 23. August 1998 wurde die „längste Bierbank der Welt“ gebaut, die vom Guinness-Buch der Rekorde aufgenommen wurde. Sie reichte über die gesamte Strecke des Hopfenwanderpfades, einer Strecke von mehr als vier Kilometern.

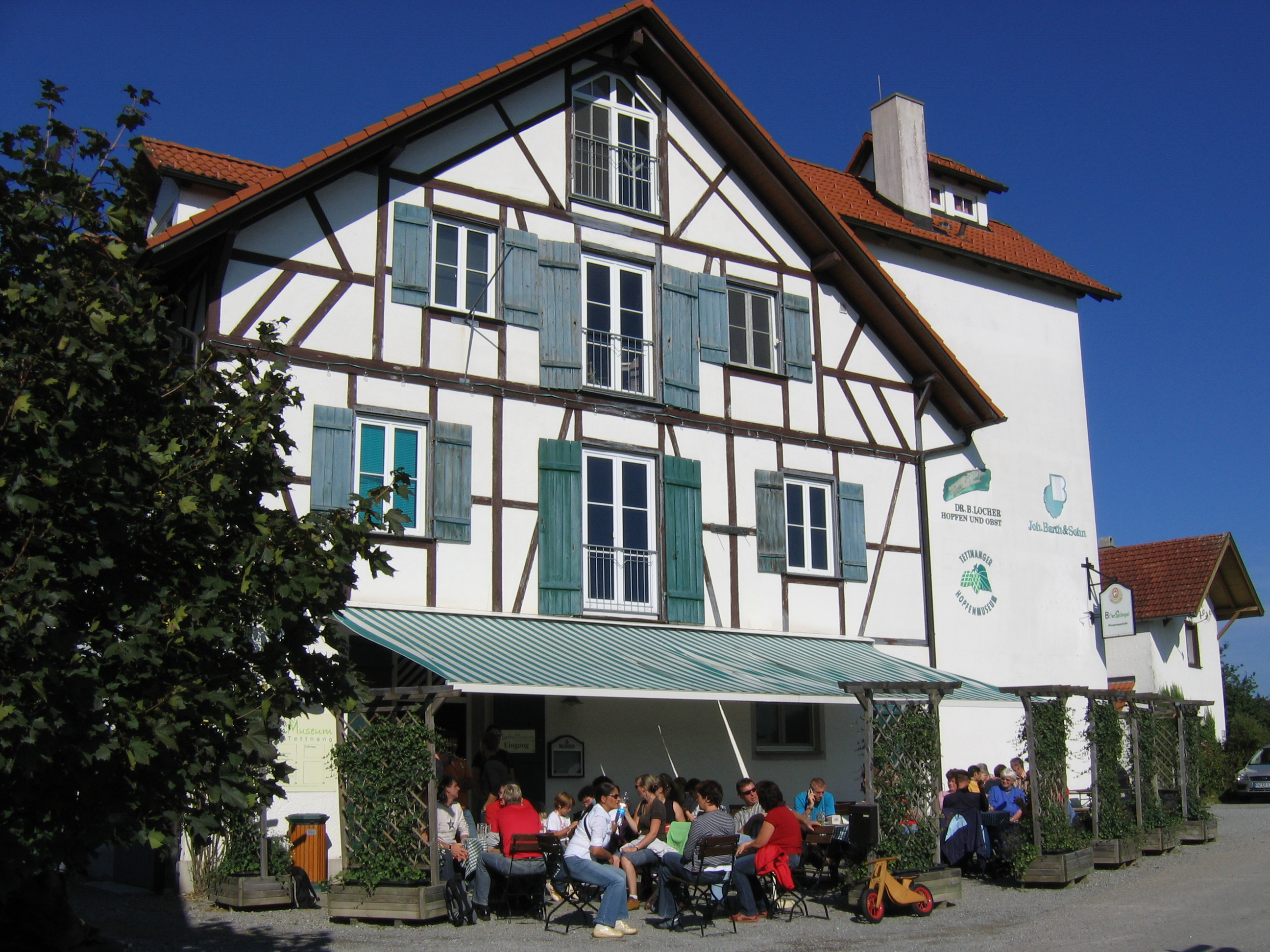
Hopfenmuseum

Hopfenmuseum: Im Hopfengut No. 20 befindet sich das im Jahr 1995 gegründete Tettnanger Hopfenmuseum, dem damals ersten seiner Art in Deutschland. Auf der Ausstellungsfläche erfährt der Besucher alles rund um den Tettnanger Hopfen. Integriert in den Museumsbetrieb ist ein Hopfenbaubetrieb. Das Hopfengut No. 20 vereint Hopfenanbau, Brauerei, Museum, Laden und Gaststätte.
Tettnanger Hopfenhoheiten: Beim alle zwei Jahre stattfindenden Tettnanger Hopfenball werden von rund 600 Pflanzern, deren Familien und zahlreichen Gästen aus der Politik, Hopfenbranche und Brauwirtschaft eine Königin und zwei Prinzessinnen als Repräsentantinnen des Tettnanger Hopfens und der Hopfenregion Tettnang gewählt. Am 20. August 1994 wurde das Tettnanger Dreigestirn erstmals gewählt. In ihren Ämtern bleiben die Frauen zwei Jahre lang.

## Institutionen

### Hopfenpflanzerverband Tettnang e. V.
Der Hopfenpflanzerverband Tettnang e. V. ist ein eingetragener Verein mit Sitz in Tettnang. Zweck ist die Förderung des Hopfenbaus im Anbaugebiet Tettnang und die Wahrnehmung der hopfenbaulichen Interessen der Mitglieder.
Die Hopfenpflanzer in Tettnang sind zu 100 % über den Hopfenpflanzerverband organisiert. Der Hopfenpflanzerverband ist als einer von vier Regionalverbänden dem Verband Deutscher Hopfenpflanzer e. V. angehörig. Schon Ende des 19. Jahrhunderts gründete sich ein lokaler Hopfenbauverein als Zweigverein „Donaukreis“ eines deutschen Verbandes. Durch den Nationalsozialismus wurde die fachlich orientierte Führungsstruktur des landwirtschaftlichen Verbandes zerschlagen und durch politisch motivierte Bestellung abgelöst. 1938 kam die Gemeinde am 24. Januar der befohlenen Gründung des neuen Hopfenpflanzerverbands nach mit einem Vorsitzenden, einem Stellvertreter und einem Geschäftsführer. Nach dem Krieg organisierten und strukturierten sich 1947 die Pflanzer im neugegründeten und bis heute bestehenden Hopfenpflanzerverband Tettnang um.

### Hopfenversuchsgut Tettnang-Straß
1973 richtete das Land Baden-Württemberg die Hopfenversuchsanlage Straß ein. Auf einer Gesamtfläche von 5,6 ha. entwickelt und testet und prüft das Landwirtschaftsamt des Bodenseekreises neue Sorten und Anbautechniken. 1973 wurde zunächst ein Hopfengarten angelegt und 1983 kamen Pflück- und Darreinrichtung hinzu. Insbesondere die Auswirkungen auf den Ertrag und die Bitterstoffgehalte sowie ökologische Aspekte werden durch die Arbeit beurteilt.
Eine eingeführte Technik ist die sogenannte Klonauslese. Dabei werden ausgewählte Einzelpflanzen der Lokalsorte Tettnanger über sogenannte Fechser vermehrt und als Klon nach Ertrag und Qualität bewertet. Bis 2004 wurden in Straß über 200 Klone geprüft und Selektionen den Anbaubetrieben zur Verfügung gestellt. Seit 2010 sind weitere 18 Pflanzen von weiteren Standorten mit erwartbar späterem Reifezeitpunkt im Test.
Neben der Landsorte Tettnanger stehen auch zahlreiche weitere Sorten und Kreuzungen in Straß zur Prüfung, um zu erproben, ob sie im Tettnanger Raum gedeihen. Von der Züchtung bis zur Marktreife dauert es in der Regel zehn Jahre bei Bittersorten, bei Aromasorten 15 und mehr Jahre. Die Erfahrungen vom Versuchsfeld sind wichtig für den Anbau der jeweiligen Sorten auf den Praxisbetrieben, da jede Sorte ihr „Charaktereigenschaften“ hat und es daher wichtig ist, mit jeder den Umgang zu erlernen. Weitere Themen auf dem Versuchsfeld sind neben der Bewässerung inklusive Fertigation, die Erprobung von verschiedenen Gerüstmaterialien (Stangenmaterial, Aufleitungshilfen) sowie -systemen. Darüber hinaus wird auf dem Versuchsgut Hopfen auch nach Ökorichtlinien angebaut und dementsprechende spezifische Bewirtschaftungsmaßnahmen erprobt.